# توکوگاوا ایه‌یاسو (مجموعه تلویزیونی تایگا)
توکوگاوا ایه‌یاسو (انگلیسی: Tokugawa Ieyasu) نام یک مجموعه تلویزیونی تاریخی و بیست و یکمین سری از فیلم‌های مجموعه تلویزیونی تایگا است. این مجموعه توسط ان‌اچ‌کی در سال ۱۹۸۳ میلادی ساخته شده‌است. در این مجموعه نقش نوجوانی توکوگاوا ایه‌یاسو توسط یوجی ماتسودا و نقش بزرگسالی او توسط تاکیدا ساکائه ایفا شده‌است.

## بازیگران
ایفای نقش
- تاکیدا ساکائه در نقش توکوگاوا ایه‌یاسو (قسمت‌های ۷–۵۰)
  - یوجی ماتسودا در نقش ایه‌یاسو جوان (قسمت ۶)
  - یوشیتاکا کاسه در نقش ایه‌یاسو کودک (قسمت ۵)

خاندان توکوگاوا
- شینوبو اوتاکه در نقش اودای-نو-کاتا - مادر ایه‌یاسو
- ماسااومی کوندو در نقش ماتسودایرا هیروتادا - پدر ایه‌یاسو
- کااورو یاچیگوسا در نقش کیو این - مادربزرگ ایه‌یاسو
- کیمیکو ایکه‌گامی در نقش تسوکی‌یاما-دونو - همسر اصلی ایه‌یاسو
- هیروشی کاتسونو در نقش توکوگاوا هیده‌تادا - سومین پسر ایه‌یاسو
- هیرویوکی ناگاتو در نقش هوندا شیگه‌تسوگو
- شینجیرو اهارا در نقش ایشیکاوا کازوماسا
- تاکه‌توشی نایتو در نقش هوندا ماسانوبو
- یوسوکه ناتسوکی در نقش یاگیو مونه‌نوری
- سن یاماموتو در نقش ایتاکورا کاتسوشیگه
- سیجی میاگوچی در نقش توری تادایوشی
- سن هیرای زومی در نقش ای نائوماسا
- کوسوکه تویوهارا در نقش ای نائوماسا (جوان)
- ماسویو ایواموتو در نقش آساهی هیمه - دومین همسر ایه‌یاسو
- کئیکو تاکشیتا در نقش سایگو-نو-تسوبونه - همسر سوکوشیتسوی ایه‌یاسو
- کن تاناکا در نقش ماتسودایرا تاداترو - ششمین پسر ایه‌یاسو
- ماساهیکو تسوگاوا در نقش اوکوبو ناگایاسو
- هیده‌یوکی هوری در نقش یوکی هیده‌یاسو - دومین پسر ایه‌یاسو

خاندان اودا
- کوجی یاکوشو در نقش اودا نوبوناگا
- تاکائو ایتو در نقش اودا نوبوهیده
- موریکو فوجی در نقش نوهیمه
- مینوری ترادا در نقش آکچی میتسوهیده

خاندان تویوتومی
- تتسویا تاکه‌دا در نقش تویوتومی هیده‌یوشی
- کازوکو یوشی‌یوکی در نقش ننه (شخص) - همسر هیده‌یوشی
- میتسوئه سوزوکی در نقش اوماندوکورو - مادر هیده‌یوشی
- ماساکو ناتسومه در نقش یودو-دونو - همسر سوکوشیتسوی هیده‌یوشی
- گو ریجو در نقش تویوتومی هیده‌یوری - پسر هیده‌یوشی
- ماریکو ایشیهارا در نقش سن هیمه - همسر هیده‌یوری
- تاکشی کاگا در نقش ایشیدا میتسوناری
- یوسوکه کاوازو در نقش شیما ساکون
- تتسورو ساگاوا در نقش مائدا توشی‌ایه
- آکیرا کومه در نقش کاتاگیری کاتسوموتو
- یاسونوری ایریکاوا در نقش کورودا یوشیتاکا
- جونپی موریتا در نقش آسانو یوشیناگا

خاندان ایماگاوا
- میکیئو ناریتا در نقش ایماگاوا یوشیموتو
- یوئیچی هایاشی در نقش ایماگاوا اوجیزانه
- کیجو کوبایاشی در نقش سسای تایگن، استاد ایه‌یاسو

خاندان تاکدا
- کی ساتو در نقش تاکدا شینگن
- شینجی تودو در نقش تاکدا کاتسویوری
- شوبون اینوئوئه در نقش یاماگاتا ماساکاگه
- تاکئو نامای در نقش آنایاما نوبوکیمی

دیگران
- گو واکابایاشی در نقش سانادا یوکیمورا
- گورو ایبوکی در نقش کاتو کیوماسا
- کاتسوهیکو واتابیکی در نقش فوکوشیما ماسانوری
- هیروشی آریکاوا در نقش اوتانی یوشیتسوگو
- جون تازاکی در نقش شیمازو یوشی‌هیرو
- اونوئه تاتسونوسوکه اول در نقش داته ماسامونه
- کوجی ایشیزاکا در نقش نایا شوان (شخصیت غیرواقعی)
- میساکو کوننو در نقش کینومی (شخصیت غیرواقعی)
- گورو موتسومی در نقش نااوئه کانه‌تسوگو
- ماسامی هوریئوچی در نقش کوبایاکاوا هیده‌آکی
- رایتا ریو در نقش تنکای